# Sokiści chcą miłości
Sokiści chcą miłości – dziesiąty, a ósmy studyjny, album Pogodno, wydany 6 października 2017 przez Mystic Production. Do promocji płyty wybrano singel "Tak to teraz".

## Lista utworów
| 1.  | „Cygan”                        | 5:44  |
|     |                                |       |
| 2.  | „Tak to teraz”                 | 3:39  |
|     |                                |       |
| 3.  | „Chcieć błyszczeć”             | 4:07  |
|     |                                |       |
| 4.  | „Miłość (jedna)”               | 4:43  |
|     |                                |       |
| 5.  | „Tak to teraz (slight return)” | 2:43  |
|     |                                |       |
| 6.  | „Taka piosenka”                | 4:56  |
|     |                                |       |
| 7.  | „Właścicielka”                 | 5:23  |
|     |                                |       |
| 8.  | „Znienacka”                    | 4:28  |
|     |                                |       |
| 9.  | „Szkoda że nareszcie”          | 5:25  |
|     |                                |       |
| 10. | „SCM”                          | 4:40  |
|     |                                |       |
|     |                                | 45:48 |
|     |                                |       |

## Twórcy
- Pogodno:
  - Jarosław Kozłowski - perkusja
  - Michał Pfeif - bas
  - Łukasz Tic - logistyka i gud wajbrejszon
  - Marcin Macuk - klawisze i pochodne
  - Jacek Szymkiewicz - gitara i śpiewanie
- Marcin Bors - miks, mastering

## Pozycje na listach
| Lista | Kraj   | Pozycja |
| ----- | ------ | ------- |
| OLiS  | Polska | 46      |